# Forskningsnettet
Forskningsnettet (dänisch für Forschungsnetz, auch englisch Danish Network for Research and Education genannt) ist ein gemeinsames Hochgeschwindigkeitsnetzwerk für Universitäten und die Forschungsgemeinde in Dänemark.
Heute hat das dänische Forschungsnetz ungefähr 110 Abonnenten und mehr als 100.000 Benutzer täglich.
Das dänische Forschungsnetz ist eine selbstverwaltete Organisation, Danish e-Infrastructure Cooperation (DeiC), für die das Dänische Ministerium für Wissenschaft, Innovation und höhere Bildung den politischen und wirtschaftlichen Rahmen setzt. Sowohl Universitäten und Forschungseinrichtungen als auch andere öffentliche Einrichtungen und dänische Unternehmen mit einem erheblichen Anteil an Forschung können das Angebot nutzen.